# Ponteiro
O ponteiro é um pequeno objeto que serve para apontar as horas em um relógio, o norte em uma bússola, o peso ou massa em uma balança ou várias outras medições em eletrônica.
O termo também é utilizado em informática, no significado de apontador.
Também é uma linguagem do voleibol. Ponteiro é o atacante de ponta-de-rede, que ataca na posição 4, designada pela rotatividade da rede (ver artigo vôlei).